# Gušteranski
Koordinati:   43°38′46″N, 15°42′48″E
Gušteranski je majhen nenaseljen otoček v Jadranskem morju. Pripada Hrvaški.
Gušteranski leži pred zalivom Prisliga na otoku Žirje. Njegova površina meri 0,024 km². Dolžina obalnega pasu je 0,59 km. Najvišja točka na otočku je visoka 21 mnm.